# Henryk Słota
Henryk Paweł Słota (ur. 4 kwietnia 1944 w Katowicach, zm. 26 kwietnia 2006) – specjalista w zakresie gospodarki wodnej i inżynierii środowiska, profesor Politechniki Krakowskiej i Instytutu Meteorologii i Gospodarki Wodnej, członek wielu organizacji naukowo-technicznych, między innymi: Komitetu Gospodarki Wodnej Polskiej Akademii Nauk PAN (w latach 1990–1996 członek Prezydium oraz Przewodniczący Sekcji Systemów Gospodarki Wodnej), Komisji Głównej ds. Rozwoju i Eksploatacji Systemów Wodnych i Melioracyjnych NOT (od 1986), Państwowej Rady Gospodarki Wodnej przy Ministrze Środowiska (w latach 1997–1998 przewodniczący Rady).

## Życiorys
Studia o specjalności budownictwo wodne śródlądowe ukończył w 1969 na Wydziale Budownictwa Wodnego Politechniki Krakowskiej. W tym samym roku rozpoczął pracę w Instytucie Meteorologii i Gospodarki Wodnej, gdzie zatrudniony był kolejno na stanowiskach inżyniera, starszego asystenta i docenta, a od 1991 profesora. Stopień naukowy doktora uzyskał na Politechnice Krakowskiej (1976), a doktora habilitowanego na Politechnice Gdańskiej (1984). Tytuł naukowy profesora otrzymał w 1998.
W latach 1980–1989 był dyrektorem Oddziału Instytutu w Krakowie. W latach 1989–1990 był podsekretarzem stanu w Ministerstwie Ochrony Środowiska, Zasobów Naturalnych i Leśnictwa odpowiedzialnym za gospodarkę wodną. W latach 1991–2006 był zastępcą dyrektora Instytutu Meteorologii i Gospodarki Wodnej ds. naukowo-badawczych. W latach 1990–1993 był pełnomocnikiem Rządu do spraw współpracy w dziedzinie gospodarki wodnej na wodach granicznych oraz pełnomocnikiem Rządu do realizacji Umowy z Rządami CSRS i NRD o współpracy w dziedzinie ochrony środowiska.
Henryk Słota był autorem lub współautorem ponad 90 publikacji (w tym 18 w wydawnictwach zagranicznych) oraz ponad 110 opracowań badawczo-wdrożeniowych.